# Liste der Wappen in der Provinz Asti
Liste der Wappen in der Asti beinhaltet alle in der Wikipedia gelisteten Wappen der Provinz Asti in der Region Piemont (Italien). In dieser Liste werden die Wappen mit dem Gemeindelink angezeigt.

## Wappen der Provinz Asti

Provinz Asti
Lage der Provinz Asti in Italien

## Wappen der Gemeinden der Provinz Asti

Agliano Terme
Albugnano
Antignano
Aramengo
Asti
Azzano d’Asti
Baldichieri d’Asti
Belveglio
Berzano di San Pietro
Bruno
Bubbio
Buttigliera d’Asti
Calamandrana
Calliano Monferrato
Calosso
Camerano Casasco
Canelli
Cantarana
Capriglio
Casorzo Monferrato
Cassinasco
Castagnole Monferrato
Castagnole delle Lanze
Castel Boglione
Castel Rocchero
Castell’Alfero
Castellero
Castelletto Molina
Castello di Annone
Castelnuovo Belbo
Castelnuovo Calcea
Castelnuovo Don Bosco
Cellarengo
Celle Enomondo
Cerreto d’Asti
Cerro Tanaro
Cessole
Chiusano d’Asti
Cinaglio
Cisterna d’Asti
Coazzolo
Cocconato
Corsione
Cortandone
Cortanze
Cortazzone
Cortiglione
Cossombrato
Costigliole d’Asti
Cunico
Dusino San Michele
Ferrere
Fontanile
Frinco
Grana
Grazzano Badoglio
Incisa Scapaccino
Isola d’Asti
Loazzolo
Maranzana
Maretto
Moasca
Mombaldone
Mombaruzzo
Mombercelli
Monale
Monastero Bormida
Moncalvo
Moncucco Torinese
Mongardino
Montabone
Montafia
Montaldo Scarampi
Montechiaro d’Asti
Montegrosso d’Asti
Montemagno
Montiglio Monferrato
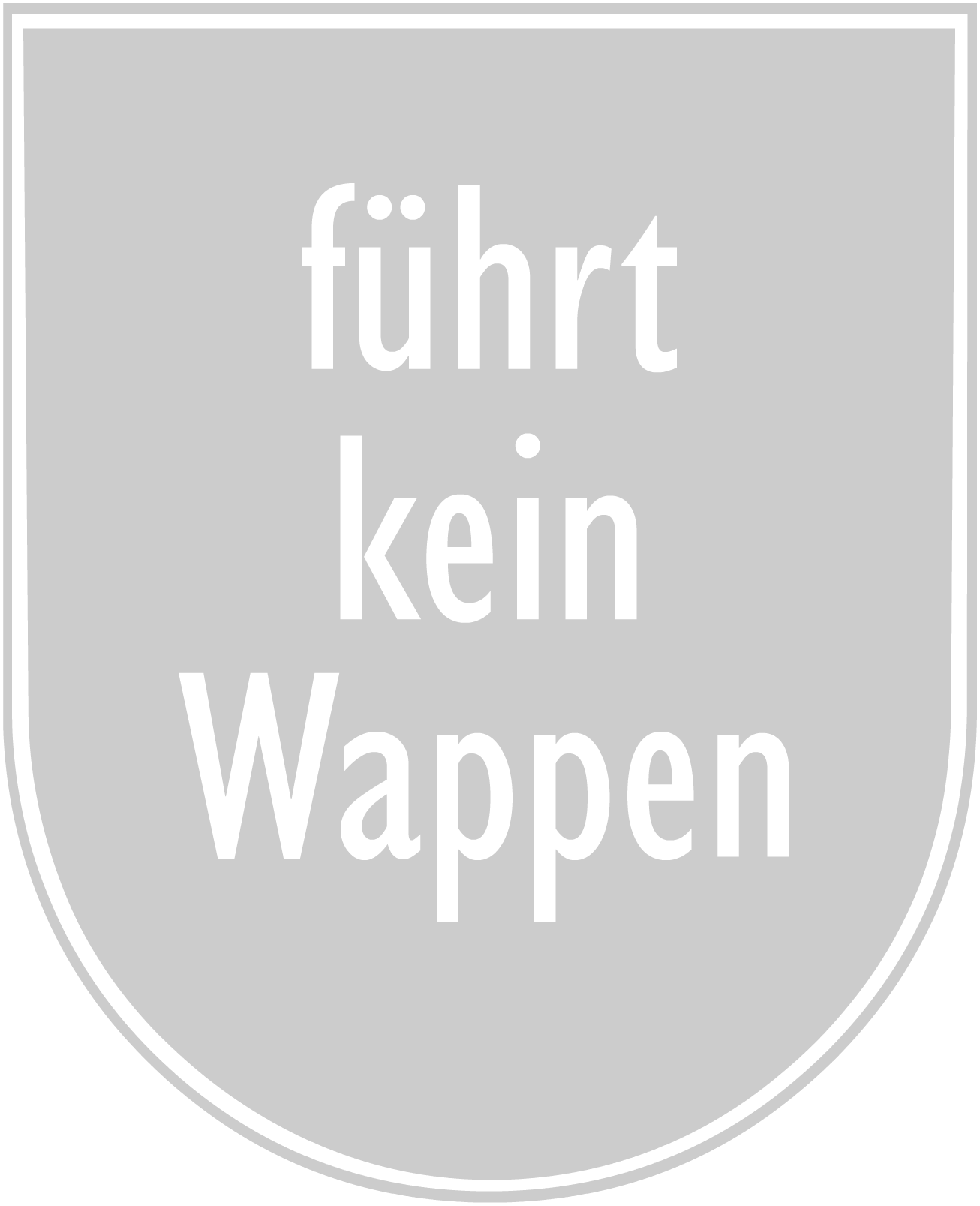
Moransengo-Tonengo
Nizza Monferrato
Olmo Gentile
Passerano Marmorito
Penango
Piea
Pino d’Asti
Piovà Massaia
Portacomaro
Quaranti
Refrancore
Revigliasco d’Asti
Roatto
Robella
Rocca d’Arazzo
Roccaverano
Rocchetta Palafea
Rocchetta Tanaro
San Damiano d’Asti
San Giorgio Scarampi
San Martino Alfieri
San Marzano Oliveto
San Paolo Solbrito
Scurzolengo
Serole
Sessame
Settime
Soglio
Tigliole
Tonco
Vaglio Serra
Valfenera
Vesime
Viale
Viarigi
Vigliano d’Asti
Villa San Secondo
Villafranca d’Asti
Villanova d’Asti
Vinchio